# Viliame Naupoto
Le contre-amiral Viliame Naupoto est un militaire fidjien, commandant des Forces militaires de la république des Fidji de décembre 2015 à mars 2021.

## Biographie
Il rejoint les forces armées en 1982, intégrant la Marine. Il y est officier durant vingt-cinq ans, devenant à terme le commandant de la Marine, avant d'être mis à la disposition de l'administration publique en 2007, devenant directeur du service public d'immigration.
En 2009 il est nommé secrétaire permanent au ministère des Pêcheries et des Forêts. Il quitte cette fonction lorsqu'il est nommé ministre de la Jeunesse et des Sports en février 2012. Il se présente sans succès aux élections législatives de septembre 2014 sous l'étiquette du parti Fidji d'abord et, n'ayant pas été élu député, doit quitter son ministère,,,.
Il rejoint à nouveau les forces armées en février 2015, et est nommé chef d'état-major. Le 1er août, il est promu Commandant des forces armées, par intérim pendant trois mois, à la succession du général de brigade Mosese Tikoitoga. En novembre, il est promu du grade de commodore à celui de contre-amiral, puis est confirmé au poste de commandant des forces armées en décembre.
Il quitte les forces armées le 4 mars 2021, le major général Ro Jone Kalouniwai (en) lui succédant. Il entre ensuite à nouveau en politique, toujours au sein du parti Fidji d'abord, et est élu député au Parlement des Fidji aux élections de décembre 2022. Le gouvernement Fidji d'abord ayant perdu les élections, il siège sur les bancs de l'opposition face au gouvernement de coalition du nouveau Premier ministre Sitiveni Rabuka.
Le 31 mai 2024 il est exclus du parti avec seize autres députés pour avoir voté au Parlement une hausse substantielle des salaires des députés, en violation d'une directive du parti qui exigeait que ses députés votent contre. Se joignant en juillet à la majorité parlementaire, le 10 janvier 2025 il est nommé ministre de l'Immigration dans le gouvernement de Sitiveni Rabuka,.